# Agata Gramatyka
Agata Gramatyka (ur. 21 kwietnia 1983 w Krakowie) – polska wioślarka, zawodniczka AZS-AWF Warszawa.

## Osiągnięcia
- Mistrzostwa Europy – Poznań 2007 – czwórka podwójna – 5. miejsce[1].
- Mistrzostwa Europy – Ateny 2008 – jedynka – 6. miejsce[1].
- Mistrzostwa Świata – Poznań 2009 – jedynka – 10. miejsce[1].
- Mistrzostwa Europy – Brześć 2009 – dwójka podwójna – 3. miejsce[1].
- Mistrzostwa Europy – Montemor-o-Velho 2010 – czwórka podwójna – 4. miejsce[1].